# Оффенберг, Кристиан
Кристиан Оффенберг (дат. Christian Offenberg; род. 30 ноября 1987, Копенгаген) — датский футболист, нападающий. В 2018 году сыграл 1 матч за сборную Дании.

## Биография

### Клубная карьера
Всю профессиональную карьеру провёл в клубах низших лиг Дании. Последние несколько лет выступал за клуб третьего дивизиона «Аварта», из которого и получил вызов в сборную. Завершил карьеру после окончания сезона 2018/19.

### Карьера в сборной
В 2018 году между датским футбольным союзом и ассоциацией датских футболистов произошёл конфликт. Стороны не смогли подписать партнёрское соглашение (действие предыдущего закончилось ещё 1 августа), из-за разногласий по использованию имиджевых прав игроков сборной. В итоге футболисты объявили бойкот федерации и отказались выходить на товарищеский матч против сборной Словакии, их поддержали и другие профессиональные футболисты, которые также отказались от вызова в сборную. 4 сентября на сайте датского футбольного союза был опубликован новый состав из 24 футболистов, куда вошёл и Кристиан Оффенберг. На следующий день Оффенберг вышел на поле в качестве капитана команды и отыграл весь матч. Встреча завершилась со счётом 0:3 в пользу Словакии.

## Статистика

### Матчи Оффенберга за сборную Дании
| Матчи Оффенберга за сборную Дании | Матчи Оффенберга за сборную Дании | Матчи Оффенберга за сборную Дании | Матчи Оффенберга за сборную Дании | Матчи Оффенберга за сборную Дании | Матчи Оффенберга за сборную Дании |
| --------------------------------- | --------------------------------- | --------------------------------- | --------------------------------- | --------------------------------- | --------------------------------- |
| №                                 | Дата                              | Соперник                          | Счёт                              | Голы Оффенберга                   | Соревнование                      |
| 1                                 | 5 сентября 2018                   | Словакия                          | 0:3                               | —                                 | Товарищеский матч                 |

Итого: 1 матч / 0 голов; 0 побед, 0 ничьих, 1 поражение.

## Личная жизнь
Младший брат Кристиана — Каспер Оффенберг (р. 1992) также занимался футболом, был членом юношеских сборных Дании.